# Isthmohyla rivularis
Espèce
Synonymes
- Hyla rivularis Taylor, 1952

Statut de conservation UICN

 CR A2ace : 
En danger critique
Isthmohyla rivularis est une espèce d'amphibiens de la famille des Hylidae.

## Répartition
Cette espèce se rencontre au Costa Rica et dans l'ouest du Panama entre 1 210 et 2 040 m d'altitude dans les cordillères de Tilarán, Centrale et de Talamanca,.

## Taxon Lazare
L'espèce est un exemple de taxon Lazare.

## Publication originale
- Taylor, 1952 : A review of the frogs and toads of Costa Rica. The University of Kansas Science Bulletin, vol. 35, no 1, p. 577-922 (texte intégral).